# Bosavi woolly rat
Bosavi Woolly Rat (mulig dansk oversættelse: Uldhåret Bosavi rotte) er en art gnaver, som blev opdaget dybt inde i Papua New Guineas jungle i 2009. 
Det formodes at rotten tilhører slægten Mallomys, i familien Muridae, ifølge de foreløbige undersøgelser, selvom denne formodning ikke er udgivet i videnskabelige tidsskrifter (2009). Navnet Bosavi Woolly Rat er foreløbigt og et videnskabeligt navn mangler at blive givet.
Arten blev opdaget under filmningen af  Lost Land of the Volcano, en BBC vildtlivsdokumentar, i Mount Bosavis udslukne vulkankrater i over 1000 meter over havoverfladen.
Den 82 cm lange rotte vejer omkring 1,5 kg og den har en tykt sølvbrun pels. Et indfanget individ viste ingen frygt for mennesker.